# Hatteng
Hatteng (en sami septentrional: Háhtta; en kven: Hattu) es el centro administrativo del municipio de Storfjord en la provinvcia de Troms, Noruega. Se localiza a lo largo de la ruta europea E6, en el sur del Storfjorden, una ramificación del Lyngenfjorden. La iglesia de Storfjord tiene su sede en Hatteng.
Hatteng se ubica a 20 km al noreste de Nordkjosbotn (en Balsfjord) y a 33 km al noroeste del cairn de Treriksröset en la triple frontera de Noruega, Suecia y Finlandia.
Al oeste se encuentra la villa de Oteren. 